# Los Angeles Clippers
I Los Angeles Clippers sono una franchigia di basket professionista che gioca nella Nba con sede a Inglewood, nella contea di Los Angeles, in California. I Clippers fanno parte della Pacific Division nella Western Conference della lega. 
La squadra dopo aver condiviso per molti anni la Crypto.com Arena con i rivali Los Angeles Lakers, dal 2024 gioca le proprie partite casalinghe nel nuovo e tecnologico Intuit Dome, costruito a Inglewood. I colori sociali della franchigia sono il bianco, blu e rosso, spesso alternati nelle varie canotte da gioco. Il nuovo logo, introdotto dal 2024, rappresenta la parte frontale di una imbarcazione all'interno di un cerchio bordato con il nome della squadra, mentre in precedenza il logo era semplicemente la scritta Clippers.
La franchigia viene fondata nel 1970 come franchigia di espansione con il nome di Buffalo Braves, una delle tre squadre di espansione unitesi alla NBA quell'anno. Successivamente i Braves, come molte altre franchigie di città di medie e piccole dimensioni, decidono di trasferirsi da Buffalo in un'area potenzialmente più funzionale a incrementare i ricavi. Viene individuata la città di San Diego, in California, dove la franchigia si trasferisce nel 1978 cambiando il nome in San Diego Clippers. Il nuovo nome Clippers viene scelto come omaggio al Clipper: una nave a vela a tre o più alberi adibita al trasporto delle merci sulle rotte oceaniche utilizzata sul finire del XIX secolo e spesso utilizzata anche lungo le coste californiane.
Nel 1984 i Clippers si trasferiscono ulteriormente, pur rimanendo in California, nella vicina Los Angeles, dove risiedono attualmente. Per gran parte della propria storia i Clippers sono stati etichettati come un modello di franchigia perdente nello sport professionistico americano, anche sfavoriti dalla vicinanza geografica con i ben più titolati Los Angeles Lakers.
Tuttavia, nel corso degli ultimi anni, le sorti dei Clippers sembrano essere cambiate radicalmente, anche grazie all'acquisizione di giocatori divenuti di fama mondiale come Blake Griffin, Paul George, Kawhi Leonard, Chris Paul, DeAndre Jordan, James Harden e Russell Westbrook, solo per citarne alcuni. Giocatori che hanno permesso alla franchigia di produrre record stagionali migliori rispetto ai cugini dei Lakers; cosa accaduta raramente fino a quel momento.
Dal 1970 al 2024 i Clippers si sono qualificati per i playoff in 18 occasioni, ottenendo come miglior risultato la finale di Western Conference nella stagione 2020-21.

## Buffalo Braves (1970-1978)

### I primi anni
La franchigia nasce a Buffalo con il nome di Buffalo Braves e pronta a giocare la stagione NBA nel 1970 in un anno che vede l'aggiunta nella lega anche di altre due squadre: i Cleveland Cavaliers e i Portland Trail Blazers. I Braves nelle loro otto stagioni a Buffalo giocano le partite interne al Buffalo Memorial Auditorium, condividendo l'arena con un'altra nuova franchigia, i Buffalo Sabres della NHL, che pure debuttano nel 1970. Allenati dall'ex stella Dolph Schayes, nel draft di espansione che permette alle nuove franchigie di attingere dalle altre squadre per costruire il roster, i Braves prelevano le prime due stelle della loro storia: l'ala forte/centro Bob Kauffman dai Chicago Bulls e l'ala piccola Don May dai New York Knicks campioni in carica. Curiosamente già al primo draft i Clippers partono però con un passo falso, avendo l'opportunità di scegliere una delle future star degli anni settanta, Calvin Murphy, considerato tra l'altro un idolo di casa provenendo infatti da Buffalo. L'anno si conclude, come spesso capita per le nuove franchigie, con un record particolarmente negativo, in questo caso con 22 vittorie e 60 sconfitte in regular season, con Kauffman a fare da leader sia nei punti sia nei rimbalzi, guadagnandosi un posto nell'All-Star Team della Eastern Conference.
Nonostante i risultati non ottimali della prima stagione, il pubblico di Buffalo risponde presente all'esordio in Nba, andando spesso a riempire il palazzetto con un tifo caloroso e appassionato per tutte le partite casalinghe del 1970-71. Senza stravolgere l'assetto con particolari mosse di mercato, i risultati deludenti si confermano anche nella stagione seguente, in cui vengono prelevati nel draft Elmore Smith e Randy Smith, con quest'ultimo che diventerà una vera bandiera per i Braves, giocando ininterrottamente fino al suo passaggio ai Cleveland Cavaliers nel 1979 e stabilendo l'impressionante record di 906 gare consecutive, battuto dal solo A.C. Green alla fine degli anni novanta.

### L'esordio di Bob McAdoo e primi playoff
Stessa sorte nel campionato 1972-73, conclusosi con una vittoria in meno, ma con un grosso colpo: Bob McAdoo: seconda scelta del Draft 1972 e rookie dell'anno a fine stagione. Solo dall'anno dopo i Braves gustano i primi risultati soddisfacenti con il debutto ai play-off, eliminati al primo turno dai Boston Celtics. A un McAdoo devastante si aggiunge un altro rookie of the year: Ernie DiGregorio con Jack Ramsay in panchina come allenatore. Con McAdoo in piena forma, nominato MVP della stagione nel 1975 con 34,5 punti, 14,1 rimbalzi e 2,12 stoppate a gara, la squadra continua a presentarsi ai playoff fino al 1976, venendo eliminata nel 1974-75 dai Washington Bullets e l'anno seguente in semifinale dai Boston Celtics.
Durante l'estate del 1976 il proprietario dei Braves, Paul Snyder, cerca di vendere la franchigia, fallendo però il tentativo che avrebbe trasferito la squadra in California, a Hollywood. Durante la stagione 1976-77 riesce comunque a cedere la società all'uomo d'affari John Y. Brown Jr., vendendone il 50 per cento in estate e la restante parte a campionato in corso, con un patto: durante quel periodo di transizione, se Brown avesse venduto un qualsiasi giocatore, il suo costo di contratto si sarebbe dovuto ridurre e il denaro sarebbe spettato a Snyder. Ciò sarebbe poi avvenuto con la cessione di McAdoo ai New York Knicks.
Altro fortunato draft nel 1976 con la sesta scelta assoluta Adrian Dantley, destinato a diventare una delle stelle della NBA e vincitore del premio di Rookie dell'anno. I Braves, tuttavia, cedono Dantley agli Indiana Pacers dopo una sola stagione. L'anno curiosamente inizia anche con un clamoroso errore di mercato: i Clippers ottengono infatti il debuttante Moses Malone, scelto dai Portland Trail Blazers, ma dopo appena due gare viene subito ceduto agli Houston Rockets, con cui vincerà il primo dei suoi tre titoli di miglior giocatore della stagione appena due anni dopo. Con la cessione della loro superstar e la svista su Malone, il tormentato campionato si conclude con un mediocre record di 30 vittorie e 52 sconfitte, destinato a peggiorare in un 27-55 nella stagione seguente, l'ultima prima del trasferimento in California.
Il neo-proprietario Brown tratta nel frattempo con il californiano Irv Levin, proprietario dei Boston Celtics, un vero e proprio scambio di franchigie: Brown avrebbe gestito i Celtics, mentre Levin sarebbe divenuto proprietario dei Braves. Levin voleva realizzare il sogno di avere una franchigia nella sua California, proponendo subito il trasferimento della squadra sulla costa pacifica. Alla fine della stagione 1977-78 i proprietari degli altri team NBA votano per la ricollocazione, con 21 voti a favore e solo uno contro, dando il via libera ai Braves verso San Diego, dove avrebbero cambiato nome in Clippers, vale a dire 'velieri'.

## San Diego Clippers (1978-84)

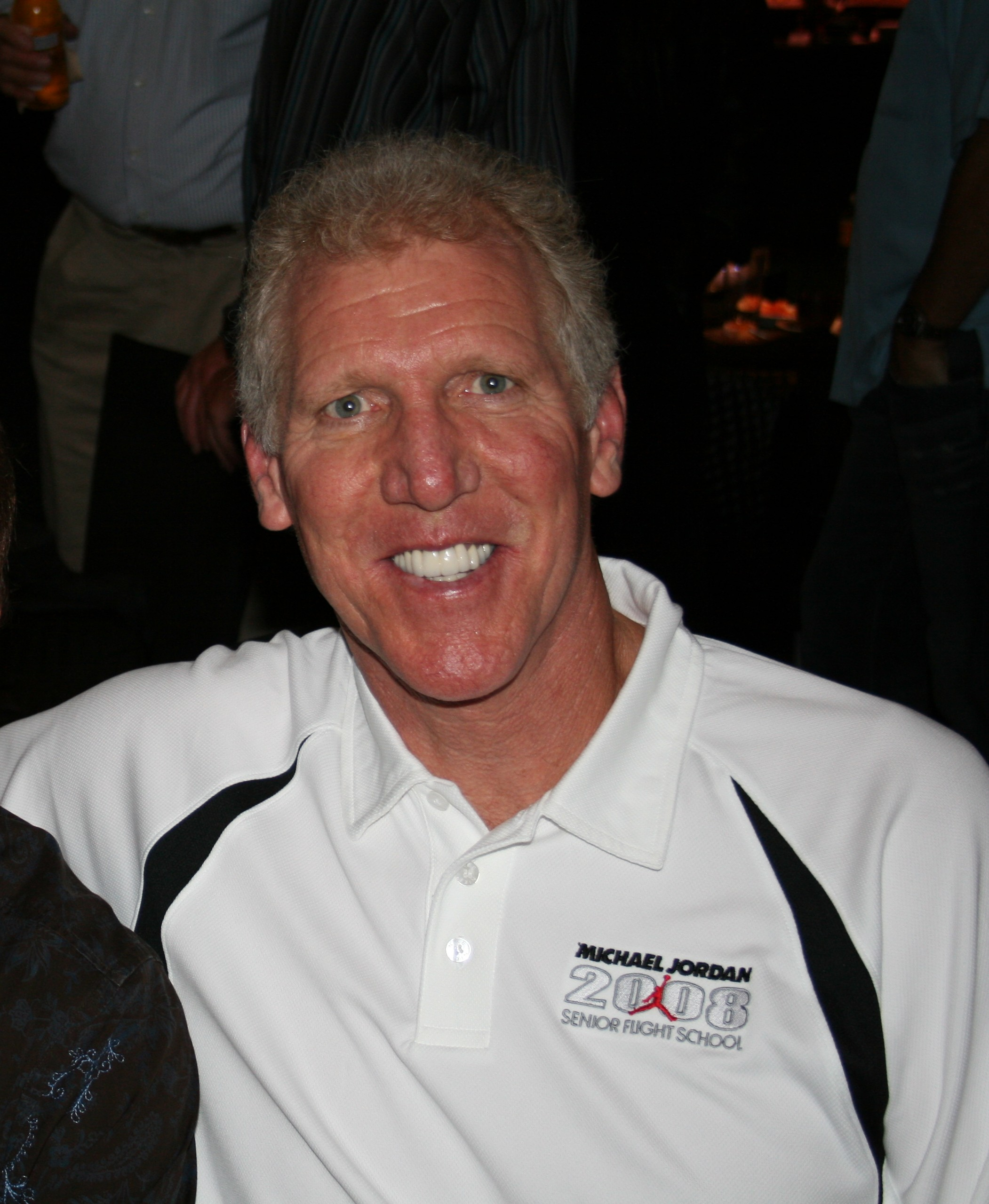
Una foto recente di Bill Walton, ex-centro a San Diego

### Anni di transizione nonostante l'arrivo di Bill Walton
La nuova franchigia viene accolta bene dal pubblico californiano nel primo anno del trasferimento, riempiendo in alcuni match la nuova arena di casa, la San Diego Sports Arena. Nel 1978-79 l'esperto Randy Smith viene affiancato dalla guardia Lloyd Free, appena acquistato dai Philadelphia 76ers e secondo nella classifica dei marcatori dell'ultima stagione dietro al solo George Gervin dei San Antonio Spurs. Con Gene Shue in panchina i Clippers mancano di un soffio la qualificazione ai playoff, nonostante concludano la regular season con oltre il 50 per cento di vittorie con un buon 43-39. Dopo la beffa per aver mancato la post-season, i Clippers non riusciranno più a concludere con un record positivo durante la loro permanenza a San Diego fino al 1984.
Nel 1979 i rosso blu provano a dare una svolta alle loro sorti mettendo sotto contratto il forte centro Bill Walton, svincolatosi dai Portland Trail Blazers. I 211 centimetri di Walton avrebbero potuto essere una pedina importante per i Clippers, ma il pivot giocherà pochissimo e con difficoltà, saltando numerose partite per i postumi di una vecchia frattura al piede. Lloyd Free continua nel frattempo a essere il miglior marcatore della squadra con un'eccellente media di 30,2 punti nella stagione 1979-80, per poi essere ceduto ai Golden State Warriors in cambio della guardia Phil Smith.
Il proprietario Levin nel frattempo, scontento dei risultati in campo dei Clippers, decide di vendere la franchigia, che passa di mano nel 1982 dopo una lunga trattativa all'imprenditore Donald Sterling per circa 20 milioni di dollari. Alle mediocri prestazioni del team consegue anche lo scarso interesse da parte dei tifosi, con presenze progressivamente in calo dal 1978 in avanti e con una San Diego Sports Arena molto spesso semi deserta. Numeri in calo e scarso interesse che convincono il neo proprietario Sterling a un cambio di casa della franchigia, trasferendola nella vicina Los Angeles, sua città natale, a partire dal 1984. Un trasferimento veloce ma difficoltoso, anche a seguito di confronti con la stessa NBA e alcune franchigie non particolarmente favorevoli all'idea di avere una seconda squadra a Los Angeles insieme ai Lakers. Alla fine la NBA accetta la decisione di Sterling, consapevole dello scarso appeal ottenuto a San Diego, decidendo quindi di autorizzare il trasferimento. Nel 1984 dopo appena sei stagioni, si chiude dunque senza rimpianti la breve parentesi della franchigia a San Diego, tra risultati scadenti e numeri bassi al botteghino.

## Los Angeles Clippers (1984-)

### Esordi difficili a Los Angeles
I Clippers si spostano dunque nella vicina Los Angeles, mantenendo logo e colori sociali diventando i Los Angeles Clippers. Arena di gioco è la Los Angeles Memorial Sports Arena. I risultati dei primi anni losangelini continuano però a essere molto deludenti come a San Diego, culminando con un catastrofico record di 12-70 nella stagione 1986-87, all'epoca secondo peggior record di sempre in NBA dopo il 9-73 dei Philadelphia 76ers nel 1972-73. I rosso blu cercano di risollevarsi grazie a buone scelte nei successivi draft: nel 1987 con la quarta scelta selezionano la talentuosa ala piccola Reggie Williams e con la diciannovesima ingaggiano l'altra ala Ken Norman. L'anno seguente ottengono la prima scelta assoluta che utilizzano per l'ottimo Danny Manning, oltre a ricevere Charles Smith, terza scelta di Philadelphia ma subito girato ai Clippers. La squadra però, nonostante un promettente roster sulla carta con giovani di buone speranze per il futuro, fatica a crescere restando ultimo nella sua divisione sfiorando appena il 25 per cento di vittorie.
Nel 1989 i Clippers scelgono con il numero 2 Danny Ferry, che dopo aver fatto scintille con l'università di Duke si rivela purtroppo una grossa delusione in NBA. Ferry addirittura si rifiuta di giocare con i Clippers perché ritenuti troppo perdenti, accettando piuttosto di giocare in Italia per un anno con Il Messaggero Roma, con il suo contratto NBA ceduto nel frattempo ai Cleveland Cavaliers insieme a Reggie Williams per la guardia Ron Harper, uno dei migliori realizzatori della NBA.

### Ritorno ai playoffs con Larry Brown in panchina
Proprio con l'arrivo del promettente Harper la percentuale di vittorie resta ancora bassa, con i playoff ancora un obiettivo lontano da perseguire, ma almeno la franchigia inizia a non essere più percepita come la 'squadra materasso' di metà anni ottanta. I Clippers mostrano infatti lenti segni di miglioramento, con un 30-52 nel 1989-90 e una vittoria in più l'anno seguente. Nel 1991-92 con l'arrivo di Larry Brown in panchina i Clippers raggiungono finalmente i loro primi playoff con l'attuale nome, con un record di 45 vittorie e 37 sconfitte, superiore anche a quello dei rivali Lakers. La franchigia, che vanta oltre a Ron Harper altri ottimi giocatori come Doc Rivers (futuro allenatore dei Clippers), Ken Norman, Danny Manning ed Olden Polynice, torna a giocare in post season dal 1976; anno dell'ultima apparizione playoff. L'entusiasmo del ritorno ai playoff viene però subito gelato, complice l'eliminazione al primo turno per mano degli Utah Jazz di John Stockton e Karl Malone. I playoff vengono ripetuti anche l'anno seguente con un Manning a capeggiare la squadra con 22,8 punti a gara e conclusi di nuovo al primo turno contro gli Houston Rockets di Hakeem Olajuwon.

Lo stato di grazia ha un rapido stop nella stagione 1993-94 con l'addio di Larry Brown diretto ad allenare gli Indiana Pacers. Manning viene ceduto agli Atlanta Hawks in cambio del veterano Dominique Wilkins, che riesce a portare ancora più punti e rimbalzi. Il nuovo coach Bob Weiss e l'esperienza di Wilkins non riescono però a portare i rosso blu oltre le 27 vittorie stagionali. Con la contemporanea debacle dei Lakers, è la peggiore stagione per la città di Los Angeles, con un record complessivo di 60 vittorie e ben 104 sconfitte. Con Wilkins e Harper divenuti free agent e l'arrivo come coach di Bill Fitch, la leadership della squadra viene retta dall'ala Loy Vaught e dalla matricola Lamond Murray, settima scelta del Draft del 1994, che nulla possono per evitare il peggior record della lega con solo 17 vittorie. Nel 1995 con la seconda chiamata viene scelto Antonio McDyess, subito ceduto ai Denver Nuggets in cambio di Brent Barry, figlio di Rick Barry e dotato di buonissime doti atletiche. Senza notevoli cambiamenti nel roster, i Clippers raggiungono i playoff nel 1996-97, pur spazzati subito via per l'ennesima volta al primo turno ancora una volta dai potentissimi Utah Jazz di John Stockton e Karl Malone.

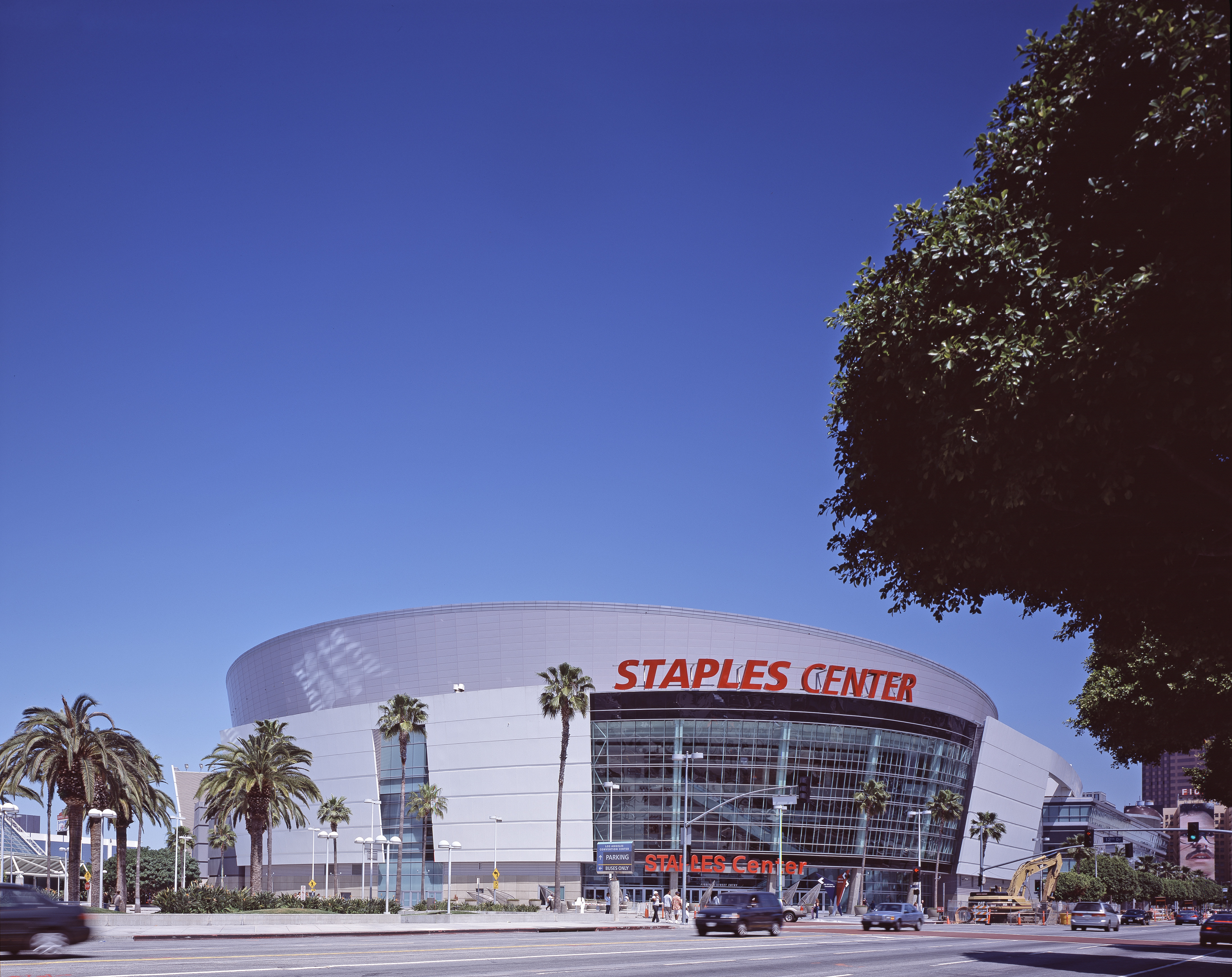
Lo Staples Center, arena casalinga dei Clippers dal 1999 al 2024

Gli anni seguenti sono un vero e proprio oblio per la franchigia, con la squadra che a malapena raggiunge il 20 per cento di vittorie e una prima scelta sprecata nel 1998, quando viene selezionato il centro nigeriano Michael Olowokandi, giudicato come la peggior prima scelta di tutto il decennio. Nel frattempo, nel 1999, la franchigia si trasferisce insieme ai Lakers e ai Kings della NHL nel nuovo Staples Center.

### L'epoca Elton Brand e Baron Davis
Nel 2000 iniziano una serie di cambiamenti che portano in rosso blu la guardia/ala Corey Maggette e il playmaker Keyon Dooling dagli Orlando Magic. Nel draft seguente Tyson Chandler viene scambiato subito ai Chicago Bulls per la loro stella Elton Brand. Brand diventa immediatamente il punto di riferimento dei Clippers guadagnandosi anche il suo primo All Star Game nel 2002. Il 2002-03 nonostante l'ottima coppia Odom-Brand registra appena 27 vittorie. Stessa sorte l'anno seguente con Mike Dunleavy come coach, con una sola vittoria in più, complici anche le partenze di giocatori chiave.

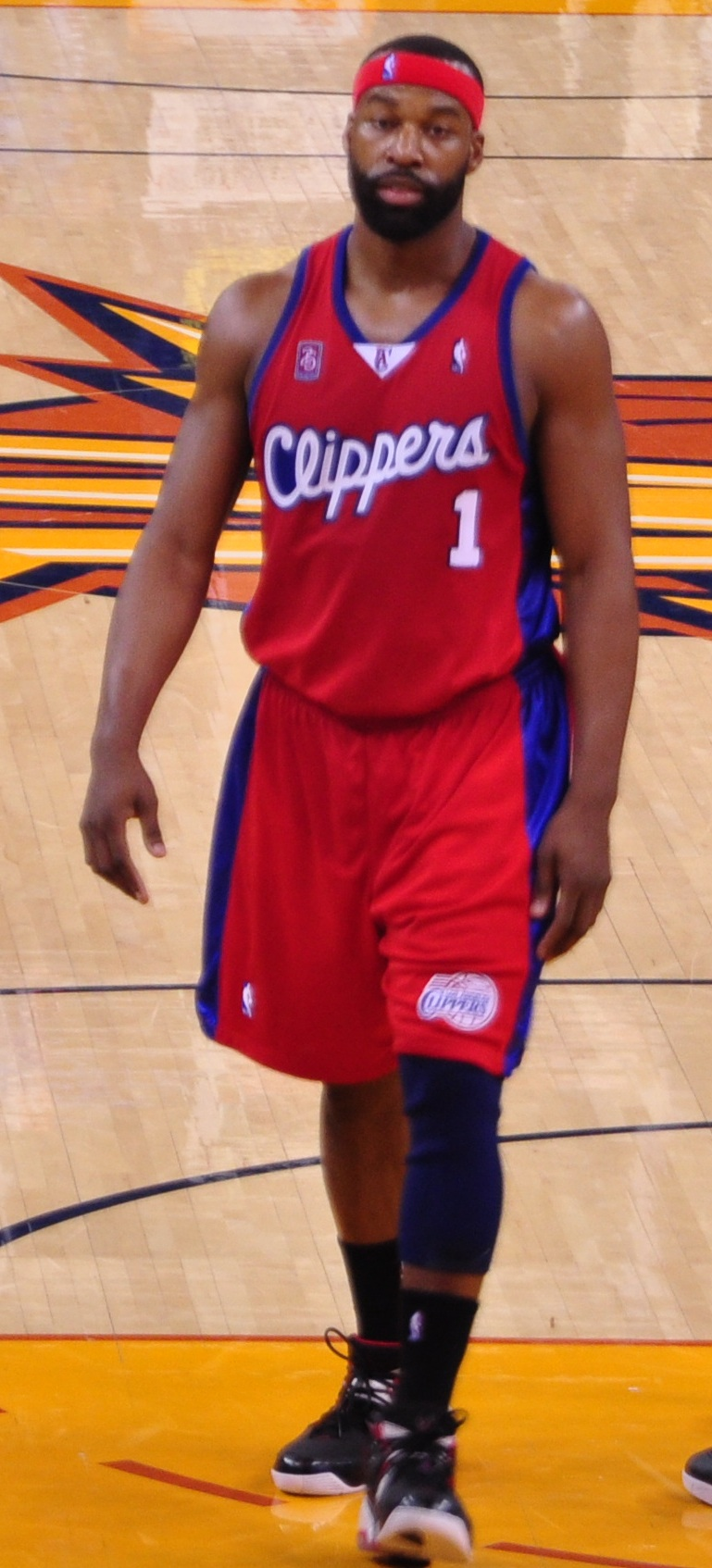
Baron Davis, playmaker titolare dalla stagione 2008-09

La squadra mostra miglioramenti nel 2005, in cui arriva dai Minnesota Timberwolves il play Sam Cassell. Il campionato si rivela proficuo per la franchigia, con un Brand stellare alla sua migliore stagione di sempre. La squadra viaggia con alte prestazioni per tutto l'anno anche grazie al solito Maggette e ai notevoli progressi del centro Chris Kaman soprattutto a rimbalzo. Il 2005-06 si conclude con un ottimo 47-35, il migliore della storia dei Clippers dopo aver lasciato Buffalo. I Clippers affrontano al primo turno playoff i Denver Nuggets di Carmelo Anthony, che dominano 4 a 1. Alle semifinali di conference vengono però eliminati dai Phoenix Suns di Steve Nash che, dopo una serie combattutissima, hanno la meglio nella settima e ultima partita.
La buona stagione appena conclusa non trova ulteriore riscontro negli anni successivi, chiusi con eliminazioni sempre in regular season e brutti record percentuali vittorie/sconfitta, con un giocattolo di fatto già rotto dopo appena una stagione di gloria. Nel 2008 per provare a rendere nuovamente competitiva la squadra arriva il forte playmaker Baron Davis, mentre al Draft del 2009 viene chiamato l'ala Blake Griffin, vincitore del Naismith Award come giocatore dell'anno nell'NCAA. Griffin parte bene in preseason ma subisce un grave infortunio al ginocchio poco prima dell'inizio del campionato che lo tiene fuori per l'intera stagione, rimandando il suo debutto da rookie al 2010-2011.
Con Griffin inutilizzabile e Davis in leggero calo è Chris Kaman a prendere in mano la squadra. Il centro si rivela a sorpresa tra i migliori nel suo ruolo guadagnandosi la prima convocazione all'All Star Game. La squadra tuttavia continua a dare risultati scadenti, terminando la stagione nettamente fuori dai playoff, quartultima nella Western Conference con un 29-53.

### Lob City
Dalla stagione 2011-2012 la squadra si afferma improvvisamente come una delle favorite al titolo NBA. Ai già presenti Blake Griffin e DeAndre Jordan, vengono ingaggiati Caron Butler e Chris Paul. La squadra ne esce nettamente rinforzata affermandosi, per la prima volta nella sua storia, tra le pretendenti al titolo NBA. I Clippers si guadagnano il soprannome di 'Lob City' a causa dei numerosi e spettacolari giochi di alley-oop creati solitamente da Paul in favore di Griffin o Jordan. Per sei stagioni consecutive i Clippers giocano ottime regular season qualificandosi sempre ai playoff, raggiungendo in tre occasioni le semifinali di Western Conference come miglior risultato, senza riuscire però mai ad arrivare alla finale ad Ovest. Coach fino al 2013 è Vinny Del Negro a cui subentra poi l'ex giocatore dei Clippers Doc Rivers, vincitore di un anello come coach dei Boston Celtics nel 2008. In queste stagioni alle tre superstars Paul, Griffin e Jordan vengono alternati e affiancati buoni prospetti o giocatori esperti tra cui: Grant Hill, Paul Pierce, Jamal Crawford, Chauncey Billups e Hedo Turkoglu.
Nel 2013 durante il primo turno dei play-off viene resa nota un'intercettazione dello storico proprietario dei Clippers Donald Sterling, nella quale intima ad un'amica di non farsi vedere pubblicamente con persone appartenenti a "minoranze" e di non portarli alle partite dei Clippers. L'intercettazione genera diverse reazioni e gli stessi Clippers scendono in campo durante una partita contro i Warriors con la maglia girata per nascondere il logo della squadra in segno di protesta. Il commissario NBA Adam Silver bandisce Sterling a vita dalla NBA, oltre al pagamento di una multa di 2,5 milioni di dollari, costringendolo a mettere in vendita la squadra. Il 12 agosto viene raggiunto l'accordo per l'acquisto della franchigia da parte del miliardario Steve Ballmerper la cifra record di 2 miliardi di dollari.
La stagione 2016/2017 è l'ultima del trio Paul-Griffin-Jordan al completo, chiusa con un'eliminazione al primo turno playoff per mano degli Utah Jazz. Nell'estate 2017 Chris Paul si trasferisce agli Houston Rockets in una trattativa che coinvolge diversi giocatori e che porta in California Patrick Beverley. I Clippers si garantiscono inoltre le prestazioni sportive di Danilo Gallinari. Nonostante l'arrivo in società dell'affermato dirigente Jerry West, dopo sei anni consecutivi di presenza ai playoff, i Clippers falliscono l'accesso alla post-season.

### Ricostruzione con i veterani
Alla vigilia della stagione 2018-2019 il roster si rivoluziona. Il trasferimento di DeAndre Jordan ai Dallas Mavericks decreta ufficialmente la fine dell'era della Lob City e l'ultimo addio dei 'Big Three', con Chris Paul ormai ai Rockets dal 2017 e Griffin che si era già accasato a febbraio 2018 ai Pistons. Nonostante alcune cessioni di rilievo le promesse di playoff di coach Doc Rivers vengono mantenute e i Clippers fanno ritorno alla post-season dopo un anno, venendo eliminati al primo turno dai campioni in carica dei Golden State Warriors. Per il 2019-20 la franchigia californiana ingaggia l'ala Kawhi Leonard fresco campione Nba con i Toronto Raptors, ufficializzando poco tempo dopo l'acquisizione anche di Paul George dagli Oklahoma City Thunder.  Nonostante le aspettative la squadra però non si amalgama alla perfezione, raggiungendo comunque le semifinali ad Ovest fermata dai Denver Nuggets di Nikola Jokic.
La stagione 2020-21 comincia con la promozione da vice ad allenatore di Tyronn Lue dopo sette anni trascorsi con Doc Rivers. Per la prima volta nella storia della franchigia i Clippers giocano le finali di conference, miglior risultato ad oggi della franchigia, venendo eliminati nella finale ad Ovest per 4 a 2 contro i Phoenix Suns del grande ex Chris Paul e Devin Booker. L'ottima stagione appena conclusa non viene però replicata nelle stagioni successive, complici anche alcuni problemi fisici di Leonard. Dopo il 2021 la squadra si concentra su una ricostruzione basata maggiormente su giocatori importanti e di esperienza, piuttosto che su una nuova squadra di giovani. Un progetto che registra però un nuovo passo indietro nei risultati con eliminazioni al primo turno dei playoff nonostante forti innesti di esperienza come il play Russell Westbrook o la guardia James Harden.

## Arene di gioco
- Buffalo Memorial Auditorium (1970–1978)
- Maple Leaf Gardens (1971–1975) (occasionalmente)
- San Diego Sports Arena (1978–1984)
- Los Angeles Memorial Sports Arena (1984–1999)
- Honda Center (1994–1999) (occasionalmente)
- Crypto.com Arena (ex Staples Center dal 1999-2021) (1999-2024)
- Intuit Dome (dal 2024)

## Squadra attuale
| \| Pos. \| Num. \| Naz. \| Nome \| Altezza \| Peso \| Data nascita \| Provenienza \| \| ---- \| ---- \| ---- \| ------------------- \| ------- \| ------ \| ------------ \| --------------- \| \| G \| 0 \| \| Beal, Bradley \| 193 cm \| 94 kg \| 28-06-1993 \| Florida \| \| P/G \| 1 \| \| Harden, James \| 196 cm \| 100 kg \| 26-08-1989 \| Arizona State \| \| AP \| 2 \| \| Leonard, Kawhi \| 201 cm \| 102 kg \| 29-06-1991 \| San Diego State \| \| AP \| 3 \| \| Lundy, Seth \| 198 cm \| 100 kg \| 02-04-2000 \| Penn State \| \| G/AP \| 4 \| \| Sanders, Kobe \| 206 cm \| 94 kg \| 30-05-2002 \| Nevada \| \| AP \| 5 \| \| Jones, Derrick \| 198 cm \| 95 kg \| 15-02-1997 \| UNLV \| \| P \| 8 \| \| Dunn, Kris \| 191 cm \| 93 kg \| 18-03-1994 \| Providence \| \| G/AP \| 9 \| \| Flowers, Trentyn \| 201 cm \| 93 kg \| 08-03-2005 \| Combine Academy \| \| G \| 10 \| \| Bogdanović, Bogdan \| 198 cm \| 100 kg \| 18-08-1992 \| Serbia \| \| C \| 11 \| \| Lopez, Brook \| 216 cm \| 128 kg \| 01-04-1988 \| Stanford \| \| G \| 12 \| \| Christie, Cam \| 198 cm \| 86 kg \| 24-07-2005 \| Minnesota \| \| C \| 14 \| \| Niederhauser, Yanic \| 213 cm \| 113 kg \| 14-03-2003 \| Penn State \| \| AG/C \| 20 \| \| Collins, John \| 208 cm \| 107 kg \| 23-09-1997 \| Wake Forest \| \| AG \| 21 \| \| Brown, Kobe \| 203 cm \| 113 kg \| 01-01-2000 \| Missouri \| \| G/AP \| 33 \| \| Batum, Nicolas \| 203 cm \| 104 kg \| 14-12-1988 \| Francia \| \| C \| 40 \| \| Zubac, Ivica \| 213 cm \| 109 kg \| 18-03-1997 \| Serbia \| \| P \| \| \| Washington, TyTy \| 191 cm \| 88 kg \| 15-11-2001 \| Kentucky \| | Allenatore - Tyronn Lue Assistente/i - Jeremy Castleberry - Larry Drew - Brendan O'Connor - Jay Larranaga - Brian Shaw - Shaun Fein - Dahntay Jones - Jeff Van Gundy Legenda - (C) Capitano - (FA) Free agent - (S) Sospeso - (TW) Contratto Two-way - (GL) Assegnato a squadra G League affiliata - Infortunato Roster • Transazioni · Ultima transazione: 30 luglio 2025 |                        |                     |         |        |              |                 |
| Pos. | Num. | Naz.                   | Nome                | Altezza | Peso   | Data nascita | Provenienza     |
| G | 0 | Stati Uniti (bandiera) | Beal, Bradley       | 193 cm  | 94 kg  | 28-06-1993   | Florida         |
| P/G | 1 | Stati Uniti (bandiera) | Harden, James       | 196 cm  | 100 kg | 26-08-1989   | Arizona State   |
| AP | 2 | Stati Uniti (bandiera) | Leonard, Kawhi      | 201 cm  | 102 kg | 29-06-1991   | San Diego State |
| AP | 3 | Stati Uniti (bandiera) | Lundy, Seth         | 198 cm  | 100 kg | 02-04-2000   | Penn State      |
| G/AP | 4 | Stati Uniti (bandiera) | Sanders, Kobe       | 206 cm  | 94 kg  | 30-05-2002   | Nevada          |
| AP | 5 | Stati Uniti (bandiera) | Jones, Derrick      | 198 cm  | 95 kg  | 15-02-1997   | UNLV            |
| P | 8 | Stati Uniti (bandiera) | Dunn, Kris          | 191 cm  | 93 kg  | 18-03-1994   | Providence      |
| G/AP | 9 | Stati Uniti (bandiera) | Flowers, Trentyn    | 201 cm  | 93 kg  | 08-03-2005   | Combine Academy |
| G | 10 | Serbia (bandiera)      | Bogdanović, Bogdan  | 198 cm  | 100 kg | 18-08-1992   | Serbia          |
| C | 11 | Stati Uniti (bandiera) | Lopez, Brook        | 216 cm  | 128 kg | 01-04-1988   | Stanford        |
| G | 12 | Stati Uniti (bandiera) | Christie, Cam       | 198 cm  | 86 kg  | 24-07-2005   | Minnesota       |
| C | 14 | Svizzera (bandiera)    | Niederhauser, Yanic | 213 cm  | 113 kg | 14-03-2003   | Penn State      |
| AG/C | 20 | Stati Uniti (bandiera) | Collins, John       | 208 cm  | 107 kg | 23-09-1997   | Wake Forest     |
| AG | 21 | Stati Uniti (bandiera) | Brown, Kobe         | 203 cm  | 113 kg | 01-01-2000   | Missouri        |
| G/AP | 33 | Francia (bandiera)     | Batum, Nicolas      | 203 cm  | 104 kg | 14-12-1988   | Francia         |
| C | 40 | Croazia (bandiera)     | Zubac, Ivica        | 213 cm  | 109 kg | 18-03-1997   | Serbia          |
| P | | Stati Uniti (bandiera) | Washington, TyTy    | 191 cm  | 88 kg  | 15-11-2001   | Kentucky        |

## Palmarès
|                    | Titoli | Anni                            |
| ------------------ | ------ | ------------------------------- |
| Titoli di Division | 3      | 2012-2013, 2013-2014, 2023-2024 |

## Leader di franchigia
Dati aggiornati al 2 gennaio 2024.
1. Randy Smith: 12.735
2. Blake Griffin: 10.863
3. Bob McAdoo: 9.434
4. Elton Brand: 9.336
5. Corey Maggette: 8.835
6. Chris Paul: 7.674
7. Danny Manning: 7.120
8. DeAndre Jordan: 7.078
9. Loy Vaught: 6.614
10. Kawhi Leonard: 6.483

1. DeAndre Jordan: 750
2. Randy Smith: 715
3. Eric Piatkowski: 616
4. Loy Vaught: 558
5. Corey Maggette: 512
6. Blake Griffin: 504
7. Chris Kaman: 493
8. Elton Brand: 459
9. Gary Grant: 446
10. Ken Norman: 439

1. DeAndre Jordan: 7.988
2. Elton Brand: 4.710
3. Blake Griffin: 4.686
4. Loy Vaught: 4.471
5. Bob McAdoo: 4.229
6. Swen Nater: 4.168
7. Chris Kaman: 4.109
8. Benoit Benjamin: 3.538
9. Randy Smith: 2.985
10. Ivica Zubac: 2.972

1. Chris Paul: 4.023
2. Randy Smith: 3.498
3. Gary Grant: 2.810
4. Norm Nixon: 2.540
5. Blake Griffin: 2.133
6. Ron Harper: 1.463
7. Ernie DiGregorio: 1.457
8. Mark Jackson: 1.402
9. Baron Davis: 1.398
10. Pooh Richardson: 1.397

1. Randy Smith: 1.072
2. Chris Paul: 902
3. Gary Grant: 747
4. Ron Harper: 606
5. Danny Manning: 548
6. Blake Griffin: 484
7. Loy Vaught: 468
8. DeAndre Jordan: 448
9. Elton Brand: 438
10. Corey Maggette: 421

1. DeAndre Jordan: 1.277
2. Benoit Benjamin: 1.117
3. Elton Brand: 1.039
4. Chris Kaman: 707
5. Bob McAdoo: 614
6. Michael Olowokandi: 527
7. Gar Heard: 477
8. Charles Smith: 451
9. Bo Outlaw: 421
10. Danny Manning: 406

## Giocatori importanti

### Membri della Basketball Hall of Fame
- Bob McAdoo, PF 1972-1976, (Buffalo)
- Moses Malone, C 1976 (Buffalo)
- Adrian Dantley, SF 1976-1977 (Buffalo)
- Bill Walton, C 1979-1985 (San Diego/Los Angeles)
- Jamaal Wilkes, SF 1985
- Dominique Wilkins, SF 1994
- Chauncey Billups, PG 2011-2013
- Grant Hill, SF 2012-2013
- Paul Pierce, SF 2015-2017
- Jack Ramsay, 1972–1976 (Buffalo) (introdotto come allenatore)
- Larry Brown, 1992-1993 (introdotto come allenatore)
- Bill Fitch, 1994-1998 (introdotto come allenatore)
- Cotton Fitzsimmons, 1977-1978 (Buffalo) (introdotto come contributore)
- Jerry West, 2017-presente (introdotto come contributore)

### Altri giocatori rappresentativi
| - Bob Kauffman, AG (1970-74, Buffalo) - Elmore Smith, C (1971-73, Buffalo) - Randy Smith, AP (1971-79; 1982-83, Buffalo / San Diego) - Ernie DiGregorio, P (1973-77, Buffalo) - John Shumate, AG (1976-78, Buffalo) - Lloyd Free, P (1978-80, San Diego) - Joe Bryant, AG (1979-82, San Diego) - Tom Chambers, AG (1981-93, San Diego) - Norm Nixon, P (1983-89, San Diego / Los Angeles) - Marques Johnson, AP (1984-97) - Ken Norman, AP (1987-93) - Danny Manning, AP (1988-94) - Charles D. Smith, AG (1988-92) |  | - Ron Harper, G (1989-94) - Loy Vaught, AG (1990-98) - Mark Jackson, P (1992-94) - Mark Aguirre, AP (1993-94) - Lamar Odom, AP (1999-2003; 2012-13) - Corey Maggette, G (2000-08) - Elton Brand, AG (2001-08) - Chris Kaman, C (2003-11) - Sam Cassell, P (2005-08) - Marcus Camby, C (2008-10) - Baron Davis, P (2008-11) - Blake Griffin, AG (2009-18) - Chris Paul, P (2011-17) - DeAndre Jordan, C (2008-18) - Paul Pierce, AP (2015-17) |

### Numeri ritirati
- nessuno

## Allenatori
| Legenda | Legenda                                                         |
| ------- | --------------------------------------------------------------- |
| PA      | Partite allenate                                                |
| V       | Vittorie                                                        |
| S       | Sconfitte                                                       |
| V%      | Percentuale di vittorie                                         |
|         | Ha trascorso l'intera sua carriera da allenatore con i Clippers |
|         | Eletto nella Basketball Hall of Fame                            |

Note: Statistiche aggiornate a fine stagione 2023-2024.
| Buffalo Braves       |                    |               |     |     |     |      |    |    |    |      |                                          |        |
| 1                    | Dolph Schayes      | 1970–1971     | 83  | 22  | 61  | .265 | —  | —  | —  | —    |                                          | [ 3 ]  |
| 2                    | Johnny McCarthy    | 1971–1972     | 81  | 22  | 59  | .272 | —  | —  | —  | —    |                                          | [ 4 ]  |
| 3                    | Jack Ramsay        | 1972–1976     | 328 | 158 | 170 | .482 | 22 | 9  | 13 | .409 | Nella top 10 allenatori della storia NBA | [ 6 ]  |
| 4                    | Tates Locke        | 1976–1977     | 46  | 16  | 30  | .348 | —  | —  | —  | —    |                                          | [ 7 ]  |
| 5                    | Bob MacKinnon      | 1977          | 7   | 3   | 4   | .429 | —  | —  | —  | —    |                                          | [ 8 ]  |
| 6                    | Joe Mullaney       | 1977          | 29  | 11  | 18  | .379 | —  | —  | —  | —    |                                          | [ 9 ]  |
| 7                    | Cotton Fitzsimmons | 1977–1978     | 82  | 27  | 55  | .329 | —  | —  | —  | —    |                                          | [ 10 ] |
| San Diego Clippers   |                    |               |     |     |     |      |    |    |    |      |                                          |        |
| 8                    | Gene Shue          | 1978–1980     | 164 | 78  | 86  | .476 | —  | —  | —  | —    |                                          | [ 11 ] |
| 9                    | Paul Silas         | 1980–1984     | 246 | 78  | 168 | .317 | —  | —  | —  | —    |                                          | [ 12 ] |
| 10                   | Jim Lynam          | 1983–1984     | 82  | 30  | 52  | .366 | —  | —  | —  | —    |                                          | [ 13 ] |
| Los Angeles Clippers |                    |               |     |     |     |      |    |    |    |      |                                          |        |
| —                    | Jim Lynam          | 1984–1985     | 61  | 22  | 39  | .361 | —  | —  | —  | —    |                                          | [ 13 ] |
| 11                   | Don Chaney         | 1985–1987     | 185 | 53  | 132 | .286 | —  | —  | —  | —    |                                          | [ 14 ] |
| —                    | Gene Shue          | 1987–1989     | 120 | 27  | 93  | .225 | —  | —  | —  | —    |                                          | [ 11 ] |
| 12                   | Don Casey          | 1989–1990     | 126 | 41  | 85  | .325 | —  | —  | —  | —    |                                          | [ 15 ] |
| 13                   | Mike Schuler       | 1990–1992     | 127 | 52  | 75  | .409 | —  | —  | —  | —    |                                          | [ 16 ] |
| 14                   | Mack Calvin        | 1992          | 2   | 1   | 1   | .500 | —  | —  | —  | —    |                                          | [ 17 ] |
| 15                   | Larry Brown        | 1992–1993     | 117 | 64  | 53  | .547 | 10 | 4  | 6  | .400 |                                          | [ 18 ] |
| 16                   | Bob Weiss          | 1993–1994     | 82  | 27  | 55  | .329 | —  | —  | —  | —    |                                          | [ 19 ] |
| 17                   | Bill Fitch         | 1994–1998     | 328 | 99  | 229 | .302 | 3  | 0  | 3  | .000 | Nella top 10 allenatori della storia NBA | [ 20 ] |
| 18                   | Chris Ford         | 1998–2000     | 95  | 20  | 75  | .211 | —  | —  | —  | —    |                                          | [ 21 ] |
| 19                   | Jim Todd           | 2000          | 37  | 4   | 33  | .108 | —  | —  | —  | —    |                                          | [ 22 ] |
| 20                   | Alvin Gentry       | 2000–2003     | 222 | 89  | 133 | .401 | —  | —  | —  | —    |                                          | [ 23 ] |
| 21                   | Dennis Johnson     | 2003          | 24  | 8   | 16  | .333 | —  | —  | —  | —    |                                          | [ 24 ] |
| 22                   | Mike Dunleavy      | 2003–2010     | 541 | 215 | 326 | .397 | 12 | 7  | 5  | .583 |                                          | [ 25 ] |
| 23                   | Kim Hughes         | 2010          | 33  | 8   | 25  | .242 | —  | —  | —  | —    |                                          | [ 26 ] |
| 24                   | Vinny Del Negro    | 2010–2013     | 230 | 128 | 102 | .557 | 17 | 6  | 11 | .353 |                                          | [ 27 ] |
| 25                   | Doc Rivers         | 2013–2020     | 564 | 356 | 208 | .631 | 59 | 27 | 32 | .458 |                                          | [ 28 ] |
| 26                   | Tyronn Lue         | 2020–presente | 318 | 184 | 134 | .579 | 30 | 13 | 17 | .433 |                                          | [ 29 ] |

## Storia del logo
|                            |  |  |                                |  |  |                                |  |  |                                  |  |  |                                  |  |  |                                  |  |  |
| Buffalo Braves (1971-1978) |  |  | San Diego Clippers (1978-1982) |  |  | San Diego Clippers (1982-1984) |  |  | Los Angeles Clippers (1984-2010) |  |  | Los Angeles Clippers (2010-2015) |  |  | Los Angeles Clippers (2015-2024) |  |  |

## Record stagione per stagione
| Campione NBA | Campione di Conference | Campione di Division |

| STAGIONE             | V    | P    | %    | PLAYOFF                                                            | RISULTATI                                                              |
| -------------------- | ---- | ---- | ---- | ------------------------------------------------------------------ | ---------------------------------------------------------------------- |
| Buffalo Braves       |      |      |      |                                                                    |                                                                        |
| 1970-71              | 22   | 60   | 26,8 |                                                                    |                                                                        |
| 1971-72              | 22   | 60   | 26,8 |                                                                    |                                                                        |
| 1972-73              | 21   | 61   | 25,6 |                                                                    |                                                                        |
| 1973-74              | 42   | 40   | 51,2 | Perde Semifinali Conference                                        | Boston 4, Buffalo 2                                                    |
| 1974-75              | 49   | 33   | 59,8 | Perde 1º Turno                                                     | Washington 4, Buffalo 3                                                |
| 1975-76              | 46   | 36   | 56,1 | Vince 1º Turno Perde Semifinali Conference                         | Buffalo 2, Philadelphia 1 Boston 4, Buffalo 2                          |
| 1976-77              | 30   | 52   | 36,6 |                                                                    |                                                                        |
| 1977-78              | 27   | 55   | 32,9 |                                                                    |                                                                        |
| San Diego Clippers   |      |      |      |                                                                    |                                                                        |
| 1978-79              | 43   | 39   | 52,4 |                                                                    |                                                                        |
| 1979-80              | 35   | 47   | 42,7 |                                                                    |                                                                        |
| 1980-81              | 36   | 46   | 43,9 |                                                                    |                                                                        |
| 1981-82              | 17   | 65   | 20,7 |                                                                    |                                                                        |
| 1982-83              | 25   | 57   | 30,5 |                                                                    |                                                                        |
| 1983-84              | 30   | 52   | 36,6 |                                                                    |                                                                        |
| Los Angeles Clippers |      |      |      |                                                                    |                                                                        |
| 1984-85              | 31   | 51   | 37,8 |                                                                    |                                                                        |
| 1985-86              | 32   | 50   | 39,0 |                                                                    |                                                                        |
| 1986-87              | 12   | 70   | 14,6 |                                                                    |                                                                        |
| 1987-88              | 17   | 65   | 20,7 |                                                                    |                                                                        |
| 1988-89              | 21   | 61   | 25,6 |                                                                    |                                                                        |
| 1989-90              | 30   | 52   | 36,6 |                                                                    |                                                                        |
| 1990-91              | 31   | 51   | 37,8 |                                                                    |                                                                        |
| 1991-92              | 45   | 37   | 54,9 | Perde 1º Turno                                                     | Utah 3, LA Clippers 2                                                  |
| 1992-93              | 41   | 41   | 50,0 | Perde 1º Turno                                                     | Houston 3, LA Clippers 2                                               |
| 1993-94              | 27   | 55   | 32,9 |                                                                    |                                                                        |
| 1994-95              | 17   | 65   | 20,7 |                                                                    |                                                                        |
| 1995-96              | 29   | 53   | 35,4 |                                                                    |                                                                        |
| 1996-97              | 36   | 46   | 43,9 | Perde 1º Turno                                                     | Utah 3, LA Clippers 0                                                  |
| 1997-98              | 17   | 65   | 20,7 |                                                                    |                                                                        |
| 1998-99              | 9    | 41   | 18,0 |                                                                    |                                                                        |
| 1999-00              | 15   | 67   | 18,3 |                                                                    |                                                                        |
| 2000-01              | 31   | 51   | 37,8 |                                                                    |                                                                        |
| 2001-02              | 39   | 43   | 47,6 |                                                                    |                                                                        |
| 2002-03              | 27   | 55   | 32,9 |                                                                    |                                                                        |
| 2003-04              | 28   | 54   | 34,1 |                                                                    |                                                                        |
| 2004-05              | 37   | 45   | 45,1 |                                                                    |                                                                        |
| 2005-06              | 47   | 35   | 57,3 | Vince 1º Turno Perde Semifinali Conference                         | LA Clippers 4, Denver 1 Phoenix 4, LA Clippers 3                       |
| 2006-07              | 40   | 42   | 49,6 |                                                                    |                                                                        |
| 2007-08              | 23   | 59   | 28,0 |                                                                    |                                                                        |
| 2008-09              | 19   | 63   | 23,2 |                                                                    |                                                                        |
| 2009-10              | 29   | 53   | 35,4 |                                                                    |                                                                        |
| 2010-11              | 32   | 50   | 39,0 |                                                                    |                                                                        |
| 2011-12              | 40   | 26   | 60,6 | Vince 1º Turno Perde Semifinali Conference                         | LA Clippers 4, Memphis 3 San Antonio 4, LA Clippers 0                  |
| 2012-13              | 56   | 26   | 68,3 | Perde 1º Turno                                                     | Memphis 4, LA Clippers 2                                               |
| 2013-14              | 57   | 25   | 69,5 | Vince 1º Turno Perde Semifinali Conference                         | LA Clippers 4, Golden State 3 Oklahoma City 4, LA Clippers 2           |
| 2014-15              | 56   | 26   | 68,3 | Vince 1º Turno Perde Semifinali Conference                         | LA Clippers 4, San Antonio 3 Houston 4, LA Clippers 3                  |
| 2015-16              | 53   | 29   | 64,6 | Perde 1º Turno                                                     | Portland 4, LA Clippers 2                                              |
| 2016-17              | 51   | 31   | 62,2 | Perde 1º Turno                                                     | Utah 4, LA Clippers 3                                                  |
| 2017-18              | 42   | 40   | 51,2 |                                                                    |                                                                        |
| 2018-19              | 48   | 34   | 58,5 | Perde 1º Turno                                                     | Golden State 4, LA Clippers 2                                          |
| 2019-20              | 49   | 23   | 68,1 | Vince 1º Turno Perde Semifinali Conference                         | LA Clippers 4, Dallas 2 Denver 4, LA Clippers 3                        |
| 2020-21              | 47   | 25   | 65,3 | Vince 1º Turno Vince Semifinali Conference Perde Finali Conference | LA Clippers 4, Dallas 3 LA Clippers 4, Utah 2 Phoenix 4, LA Clippers 2 |
| 2021-22              | 42   | 40   | 51,2 | Perde il Play-in Game 7-8 Perde il Play-in Game 8-9                | Minnesota 1, LA Clippers 0 New Orleans 1, LA Clippers 0                |
| 2022-23              | 44   | 38   | 53,7 | Perde 1º Turno                                                     | Phoenix 4, LA Clippers 1                                               |
| 2023-24              | 51   | 31   | 62,2 | Perde 1º Turno                                                     | Dallas 4, LA Clippers 2                                                |
| 2024-25              | 50   | 32   | 61,0 | Perde 1º Turno                                                     | Denver 4, LA Clippers 3                                                |
| Totale               | 1893 | 2549 | 42,6 |                                                                    |                                                                        |
| Playoffs             | 68   | 87   | 43,9 |                                                                    |                                                                        |

## Premi e riconoscimenti individuali
NBA Most Valuable Player Award
- Bob McAdoo – 1975

NBA All-Star Game Most Valuable Player Award
- Randy Smith - 1978
- Chris Paul – 2013
- Kawhi Leonard - 2020

NBA Rookie of the Year Award
- Bob McAdoo – 1973
- Ernie DiGregorio – 1974
- Adrian Dantley – 1977
- Terry Cummings – 1983
- Blake Griffin – 2011

NBA Sixth Man of the Year Award (record condiviso con i Boston Celtics)
- Jamal Crawford – 2014, 2016
- Lou Williams – 2018, 2019
- Montrezl Harrell - 2020

NBA Most Improved Player Award
- Bobby Simmons – 2005

NBA Executive of the Year Award
- Eddie Donovan – 1974
- Elgin Baylor – 2006
- Lawrence Frank – 2020

All-NBA First Team
- Bob McAdoo – 1975
- Chris Paul – 2012, 2013, 2014
- DeAndre Jordan - 2016
- Kawhi Leonard – 2021

All-NBA Second Team
- Bob McAdoo – 1974
- Randy Smith - 1976
- Lloyd Free – 1979
- Elton Brand – 2006
- Blake Griffin – 2012, 2013, 2014
- Chris Paul – 2015, 2016
- Kawhi Leonard – 2020, 2024

All-NBA Third Team
- Dominique Wilkins – 1994
- Blake Griffin – 2015
- DeAndre Jordan – 2015, 2017
- Paul George – 2021
- James Harden – 2025

NBA All-Defensive First Team
- Chris Paul – 2012, 2013, 2014, 2015, 2016, 2017
- DeAndre Jordan – 2015, 2016

NBA All-Defensive Second Team
- Kawhi Leonard – 2020, 2021
- Patrick Beverley – 2020
- Ivica Zubac – 2025

NBA Rookie First Team
- Elmore Smith – 1972
- Bob McAdoo – 1973
- Ernie DiGregorio – 1974
- John Shumate – 1976
- Adrian Dantley – 1977
- Terry Cummings – 1983
- Charles Smith – 1989
- Lamar Odom – 2000
- Darius Miles – 2001
- Al Thornton – 2008
- Blake Griffin – 2011

NBA Rookie Second Team
- Brent Barry – 1996
- Maurice Taylor – 1998
- Michael Olowokandi – 1999
- Eric Gordon – 2009
- Eric Bledsoe – 2011
- Shai Gilgeous-Alexander – 2019
- Landry Shamet – 2019

NBA Slam Dunk Contest
- Brent Barry - 1996
- Blake Griffin - 2011